# Ravelsbach (Herrschaft)
Die Herrschaft Ravelsbach war eine Grundherrschaft im Viertel unter dem Manhartsberg im Erzherzogtum Österreich unter der Enns, dem heutigen Niederösterreich.

## Ausdehnung
Die Herrschaft, der auch die Pfarr- und Kirchenherrschaft Ravelsbach sowie der Radlbrunnerhof angehörten, umfasste zuletzt die Ortsobrigkeit über Unterravelsbach, Pfaffstetten, Olbersdorf, Gauderndorf, Unterplank, Oberrohrendorf, Unterrohrendorf und Neuweidling. Der Sitz der Verwaltung befand sich in Unterravelsbach.

## Geschichte
Letzter Inhaber der Herrschaft war Wilhelm Eder in seiner Funktion als Abt von Stift Melk, bis in den Reformen 1848/1849 die Herrschaft aufgelöst wurde.